# Dublin (ort i Australien)
Dublin är en ort i Australien. Den ligger i kommunen Mallala och delstaten South Australia, omkring 58 kilometer nordväst om delstatshuvudstaden Adelaide.
Runt Dublin är det mycket glesbefolkat, med 7 invånare per kvadratkilometer.. Närmaste större samhälle är Mallala, omkring 15 kilometer öster om Dublin.
Trakten runt Dublin består till största delen av jordbruksmark. Genomsnittlig årsnederbörd är 576 millimeter. Den regnigaste månaden är juni, med i genomsnitt 90 mm nederbörd, och den torraste är december, med 12 mm nederbörd.